# Tom Abernethy
Thomas Craig Abernethy, detto Tom (South Bend, 6 maggio 1954), è un ex cestista statunitense, professionista nella NBA e in Italia.

## Carriera
È stato selezionato dai Los Angeles Lakers al terzo giro del Draft NBA 1976 (43ª scelta assoluta).

## Palmarès
- Campione NCAA (1976)